# بياتريس جوموليا
بياتريس جوموليا (بالإندونيسية: Beatrice Gumulya) مواليد 1991 في جاكرتا، هي لاعبة كرة مضرب إندونيسية بدأت مسيرتها كمحترفة سنة 2003 تلعب باليد اليمنى. أعلى تصنيف لها في الفردي كان المركز الـ 754 في سنة 2010.

## الميداليات
| الميدالية | المسابقة                      |
| --------- | ----------------------------- |
| برونزية   | الألعاب الجامعية الصيفية 2015 |

## روابط خارجية
- بياتريس جوموليا على موقع رابطة محترفات التنس (الإنجليزية)
- بياتريس جوموليا على موقع الاتحاد الدولي لكرة المضرب (الإنجليزية)
- بياتريس جوموليا على موقع كأس بيلي جين كينغ (الإنجليزية)
- بياتريس جوموليا على موقع خلاصة التنس.كوم (الإنجليزية)
- بياتريس جوموليا على موقع إي إس بي إن.كوم (الإنجليزية)